# Badelina pygidialis
Badelina pygidialis är en skalbaggsart som beskrevs av Thomson 1878. Badelina pygidialis ingår i släktet Badelina och familjen Cetoniidae. Inga underarter finns listade.